# 金道超
金道超（1959年1月—），中國昆蟲學家。男，汉族，安徽凤阳人，生于云南西双版纳，中华人民共和国政治人物，曾任民盟中央委员、贵州省委副主委，贵州大学副校长，贵州省政协副秘书长，第九、十、十一届全国政协委员。

## 生平
2008年，当选第十一届全国政协委员，代表中国民主同盟，分入第五组。